# Jamelão
Jamelão, właśc. José Bispo Clementino dos Santos (ur. 12 maja 1913 w Rio de Janeiro, zm. 14 czerwca 2008 tamże) – brazylijski muzyk samby.
Brazylijski piosenkarz, został nazwany „Jamelão”. Później stał się znany jako piosenkarz tworzący w stylu samby. Stał się oficjalnym piosenkarzem w szkole samby i objechał Europę jako solowy wykonawca.